# Eustrotia japonica
Eustrotia japonica là một loài bướm đêm trong họ Noctuidae.